# جوب روبرتس تيسون
جوب روبرتس تيسون (بالإنجليزية: Job Roberts Tyson)‏ هو محامي وسياسي أمريكي، ولد في 8 فبراير 1803 في فيلادلفيا في الولايات المتحدة، وتوفي في 27 يونيو 1858. انتخب عضو مجلس نواب بنسيلفانيا وانتخب عضو مجلس النواب الأمريكي.